# OBML
OBML (Opera Binary Markup Language - binární značkovací jazyk) je souborový formát od společnosti Opera Software. 
Jedná se o multimediální kontejner pro obrazová a textová data. Používá se pro finální zobrazování informací v prohlížeči Opera Mini. 